# Västra Torsås landskommun
Västra Torsås landskommun var en tidigare kommun i Kronobergs län.

## Administrativ historik
När 1862 års kommunalförordningar trädde i kraft den 1 januari 1863 inrättades i Sverige cirka 2 400 landskommuner samt 89 städer och ett mindre antal köpingar. Då inrättades i Torsås socken i Allbo härad i Småland denna kommun. Namnet var ursprungligen Torsås eller Thorsås. År 1885 reviderades många ortnamn i särskiljande syfte och detta Torsås blev då officiellt Västra Torsås för att undvika förväxling med Östra Torsås i Konga härad. 
Den första av 1900-talets riksomfattande kommunreformer i Sverige år 1952 påverkade inte Västra Torsås, som kvarstod som egen kommun fram till nästa indelningsreform 1971, då området tillfördes  Alvesta kommun.
Kommunkoden 1952–70 var 0725.

### Kyrklig tillhörighet
I kyrkligt hänseende tillhörde kommunen Västra Torsås församling.

## Geografi
Västra Torsås landskommun omfattade den 1 januari 1952 en areal av 212,56 km², varav 186,65 km² land.

### Tätorter i kommunen 1960
I Västra Torsås landskommun fanns den 1 november 1960 ingen tätort. Tätortsgraden i kommunen var då alltså 0,0 procent.

## Politik

### Mandatfördelning i valen 1938–1966
| 6 | 13 | 5 |

| 24 |

| 9 | 11 | 4 |

| 24 |

| 8 | 13 | 3 |

| 24 |

| 8 | 17 | 3 | 2 |

| 30 |

| 8 | 15 | 3 | 4 |

| 30 |

| 6 | 16 | 3 | 5 |

| 30 |

| 7 | 16 | 3 | 4 |

| 29 |

| 5 | 17 | 4 | 4 |

| 29 |